# Roderick Hudson
Roderick Hudson è un romanzo di Henry James, pubblicato originariamente a puntate nel 1875 sulla rivista The Atlantic Monthly e quindi in volume, verso la fine dello stesso anno, presso l'editore James R. Osgood & Co. di Boston. Nel 1879, accuratamente rivisto, è stato pubblicato a Londra.
Il libro è stato tradotto in tedesco, francese, italiano, spagnolo, polacco e svedese. In Italia è apparso nel 1960 nella traduzione di Margherita Guidacci, e quindi nel 1965 nella traduzione di Marcella Bonsanti.

## Trama
Rowland Mallet, un ricco scapolo bostoniano appassionato d'arte, fa visita alla cugina Cecilia, a Northampton in Massachusetts, prima di partire per l'Europa. Poiché Mallet ha il progetto di fare del mecenatismo,  la cugina lo presenta al locale scultore Roderick Hudson, un giovane studente di legge che scolpisce durante il suo tempo libero per diletto. I due divengono amici e Mallet offre al ragazzo una notevole somma di denaro come anticipo per i suoi futuri lavori; ciò permetterebbe a Roderick di trasferirsi in Italia per due anni. Tuttavia Mallet teme la forte disapprovazione della madre di Roderick, donna altamente protettiva: ciò lo sollecita ad incontrarla per farsi meglio conoscere, riuscendo alla fine a superare tutti i suoi dubbi.
Dalla madre di Roderick, Mallet conosce anche Mary Garland, una lontana cugina povera che vive in famiglia come dama di compagnia della signora. L'uomo si trova inaspettatamente attratto dalla giovane, soprattutto per la sua semplicità, onestà e completa mancanza d'affettazione; durante il picnic d'addio in onore di Mallet, partecipano anche molti amici e parenti degli Hudson e qui egli si rende conto d'essersi veramente innamorato di Mary. Ma, riservato e preoccupato per il periodo di assenza, che lo terrà oltreoceano per anni, non riesce a dichiarare i suoi sentimenti.
Durante il viaggio, attraverso l'oceano Atlantico, Roderick gli rivela che poco prima di partire ha chiesto la mano di Miss Garland, ottenendone il consenso. Dopo un difficile inizio, in Italia, Roderick comincia a farsi conoscere all'interno della comunità artistica della capitale e si costruisce un po' alla volta la reputazione di talento originale ed affascinante, anche se dai modi di fare abbastanza maleducati. Intanto Mallet prova a reprimere i propri sentimenti coltivando un rapporto con Augusta, un'altra artista statunitense espatriata.
Quando Roderick decide di visitare la Svizzera tedesca, Mallet parte con lui per poi dirigersi in Inghilterra da amici; quando si re-incontrano sulla via del ritorno Roderick implora l'amico di pagargli i debiti contratti al gioco a Baden Baden. Tornati a Roma, un giorno la bella giovane Christina Light entra nello studio per esaminare le opere dello scultore: cresciuta sul continente ed accudita dall'ambiziosa madre - intenzionata a farla sposare al principe Casamassima - e dal suo accompagnatore italiano detto "il Cavaliere", viene unanimemente considerata come una delle più belle giovani donne presenti in Europa.
Roderick si trova ad esser immediatamente infatuato di Christina ed alla fine riesce a scolpirne il busto. Più tardi Mallet incontra i due in visita al Colosseo ed il giovane scultore rischia di precipitare mentre cerca di raccogliere un fiore per la ragazza; allora decide di partire per Firenze, dopo aver chiesto a Christina di rinunciare al suo flirt con Roderick, rivelandogli che è impegnato: pur sapendo che questo gli preclude per sempre ogni possibilità che egli stesso possa sposare Mary, l'unica donna che abbia mai amato.
Dopo avere completato una scultura della signora Hudson, Roderick annuncia che non sposerà Mary; nel contempo Christina gli dice che potrebbe anche non sposare il principe; intanto, inseguito dai debiti, lo scultore va anch'egli a Firenze e poi assieme a Mallet nuovamente in Svizzera. Poco dopo i due amici litigano e Mallet si dichiara innamorato di Mary e accusa Roderick di non tenere in conto i sentimenti altrui. A questa rivelazione, Roderick si allontana sconvolto. Sorpreso da una tempesta di neve nei pressi d'Interlaken, muore cadendo da un precipizio: il suo cadavere viene ritrovato il giorno successivo.

## Edizioni in italiano
- H. James, Roderick Hudson, introduzione e traduzione di Margherita Guidacci, 2 voll., Cappelli, Bologna 1960;
- H. James, Roderick Hudson, traduzione di Marcella Bonsanti, in Romanzi, a cura di Agostino Lombardo, vol. I, Sanson], Firenze 1965 (con L'americano, Gli europei e Washington square);